# 동명왕
동명왕(東明王, 생몰년 미상)은 부여를 건국한 초대 왕(재위년 미상)이다. 고구려를 건국한 동명성왕, 백제의 시조로 언급되는 동명처럼, 부여 계통의 국가에서 공통되게 시조로 모시는 현상이 나타난다. 또한 북쪽의 고리국(=탁리국)에서 왔다는 문헌으로 추정해 보아 북부여, 동부여의 시조일 가능성도 있다.

## 생애
《논형(論衡)》과 《위략》 등의 기록에 따르면, 동명은 북쪽의 고리국(櫜離國)에서 이주하여 부여를 건국한 인물이다. 고리국 왕이 외출을 한 사이 시중을 드는 소녀가 하늘에서 내려온 기운을 받아 임신을 하였다. 왕은 소녀를 가둬두었다가 소녀가 남자 아이를 낳자 돼지우리, 마구간에 차례로 버렸으나, 돼지와 말이 아이를 품어주어 살아남았다. 왕이 아이를 신령스럽게 여겨 돌려주고 기르게 하였으니, 그 아이가 바로 동명(東明)이다. 장성한 동명이 활을 잘 쏘고 용맹을 떨치자 왕이 동명을 죽이려 하였다. 동명은 남쪽으로 도망쳐 엄호수를 건너 부여에 이르러 왕이 되었다. 이후의 생애는 알려져 있지 않다.
그런데 현재 문헌으로 밝혀진 이러한 동명의 출생 및 이주 과정은 고구려의 시조 주몽의 건국설화와 거의 동일하다. 이에 따라 동명과 주몽의 관계에 대해 몇 가지 견해가 있는데, 부여 시조로서의 동명을 인정하지 않고 동명과 주몽이 동일 인물이라 보는 견해와 부여 시조인 동명의 신화가 원형이고 주몽이 동명 신화를 차용한 것이라 보는 견해가 있다.

## 가계
- 부왕 : 영품리왕(寧禀離王)
- 모후 : 미상
  - 군주 : 동명왕(東明王)
  - 부인 : 미상

## 참고 문헌
- 《후한서》〈동이전〉부여조[깨진 링크(과거 내용 찾기)]

| 전임 영품리왕(고리국) | 제1대 부여 왕 ? ~ ? | 후임 불명 |

## 같이 보기
- 부여
- 고리국
- 부여의 건국 신화